# Paul E. Peabody
Paul Everton Peabody (* 1. Mai 1892 in Chicago, Illinois; † 19. Juni 1979 in Illinois) war ein Generalmajor der United States Army. Er war unter anderem Kommandeur der 8. Infanteriedivision.
Im März 1917 gelangte Peabody in das Offizierskorps des US-Heeres. Dort wurde er als Leutnant der Infanterie zugeteilt. In der Armee durchlief er anschließend alle Offiziersränge vom Leutnant bis zum Zwei-Sterne-General.
Im Lauf seiner militärischen Karriere absolvierte er verschiedene Kurse und Schulungen. Dazu gehörten unter anderem der Infantry Officer Advanced Course und das Command and General Staff College.
Während des Ersten Weltkriegs war Peabody mit den American Expeditionary Forces in Frankreich eingesetzt. Dort war er unter anderem Stabsoffizier in der  Abteilung für Personal (G1) bei der 1. Infanteriedivision. Nach Kriegsende gehörte er den amerikanischen Besatzungstruppen in Deutschland an. Im weiteren Verlauf der 1920er und 1930er Jahre absolvierte er den für Offiziere in den jeweiligen Rangstufen üblichen Dienst in unterschiedlichen Einheiten und Standorten. Dazu gehörten auch Aufgaben als Stabsoffizier in verschiedenen Hauptquartieren. In diesen Jahren absolvierte er auch die erwähnten Schulen.
Von 1940 bis 1942 war Paul Peabody Stabschef beim Alaska Defense Command. In diese Zeit fiel der amerikanische Eintritt in den Zweiten Weltkrieg. Ab August 1942 bis zum Januar 1943 kommandierte er die 8. Infanteriedivision. Diese war zu diesem Zeitpunkt noch nicht am Kriegsgeschehen beteiligt. Stattdessen wurde die Division in den Vereinigten Staaten auf einen Kriegseinsatz vorbereitet. Nach seiner Zeit als Divisionskommandeur wurde Peabody Militärattaché an der amerikanischen Botschaft in London. Diesen Posten bekleidete er bis zum Jahr 1944. Später leitete er im Armeehauptquartier die Military Intelligence Division. Von 1948 bis 1950 war er Militärattaché in Mexiko. Am 31. März 1950 schied er aus dem aktiven Militärdienst aus.
Paul Peabody starb am 19. Juni 1979 in Illinois.

## Orden und Auszeichnungen
Paul Peabody erhielt im Lauf seiner militärischen Laufbahn unter anderem folgende Auszeichnungen:
- Army Distinguished Service Medal
- Legion of Merit
- American Campaign Medal
- American Defense Service Medal
- Army of Occupation Medal
- World War I Victory Medal
- World War II Victory Medal